# Metalimnophila longi
Metalimnophila longi är en tvåvingeart som beskrevs av Alexander 1952. Metalimnophila longi ingår i släktet Metalimnophila och familjen småharkrankar. Inga underarter finns listade i Catalogue of Life.